# 土曜日の夜 (アルバム)
土曜日の夜（The Heart of Saturday Night）は、トム・ウェイツが1974年に発表したセカンド・アルバム。

## 解説
デビュー作『クロージング・タイム』の音作りに不満があったトムは、よりジャズ色の強い音作りを目指し、プロデューサーにボーンズ・ハウを起用。ボーンズは、オーネット・コールマンの出世作『ジャズ来るべきもの』等でレコーディング・エンジニアを務め、1960年代中期からはプロデューサーとしても活動した人物。レコーディングには、マイク・メルヴォインやトム・スコット等、経験豊富なジャズ・ミュージシャンが参加した。
セールス面では成功しなかったが、今日ではトムの初期の代表作とする声も多く、ローリング・ストーン誌が2003年に選出したオールタイム・グレイテスト・アルバム500では339位にランク・イン。

## 歌詞
トムは無名時代にピザ屋の店員として働いており、夜に活動する多くの人々を見てきた。トムが作る歌詞は、そうした経験に裏打ちされているものが多い。「ゴースト・オブ・サタデイ・ナイト」のサブタイトルにある「Napoleone's Pizza House」とは、トムがかつて働いていた店の名前。

## 収録曲
全曲・作詞作曲トム・ウェイツ。
1. ニュー・コート・オブ・ペイント - "New Coat of Paint" - 3:23
2. サンディエゴ・セレナーデ - "San Diego Serenade" - 3:30
3. セミ・スウィート - "Semi Suite" - 3:29
4. シヴァー・ミー・ティンバース - "Shiver Me Timbers" - 4:26
5. ダイアモンズ・オン・マイ・ウィンドシールド - "Diamonds on My Windshield" - 3:12
6. 土曜日の夜 - "(Looking for) The Heart of Saturday Night" - 3:53
7. ブルースを弾きながら - "Fumblin' With the Blues" - 3:02
8. プリーズ・コール・ミー、ベイビー - "Please Call Me, Baby" - 4:25
9. デポー、デポー - "Depot, Depot" - 3:46
10. ドランク・オン・ザ・ムーン - "Drunk on the Moon" - 5:06
11. ゴースト・オブ・サタデイ・ナイト - "The Ghosts of Saturday Night (After Hours at Napoleone's Pizza House)" - 3:16

## カヴァー
- 「ニュー・コート・オブ・ペイント」は、ボブ・シーガーが『The Fire Inside』（1991年）でカヴァー。
- 「シヴァー・ミー・ティンバース」は、ベット・ミドラーがアルバム『Songs for the New Depression 』（1976年）でカヴァー。
- 「土曜日の夜」は、ジョナサン・リッチマンがアルバム『ユー・マスト・アスク・ザ・ハート』（1995年）でカヴァー。同曲はホリー・コールによるトム・ウェイツ作品集『Temptation』（1995年）でも取り上げられた。

## 参加ミュージシャン
- トム・ウェイツ - ボーカル、ピアノ、エレクトリックピアノ、アコースティック・ギター
- マイク・メルヴォイン - ピアノ、オーケストラ・アレンジ
- アーサー・リチャーズ - エレクトリックギター
- ジム・ヒューアート - ベース
- ジム・ゴードン - ドラムス
- トム・スコット - テナー・サックス、クラリネット
- オスカー・ブラッシュイアー - トランペット
- ボーンズ・ハウ - パーカッション

※日本盤CD(AMCY-3042)歌詞カードに記載されたクレジットに基づく